# Beceite

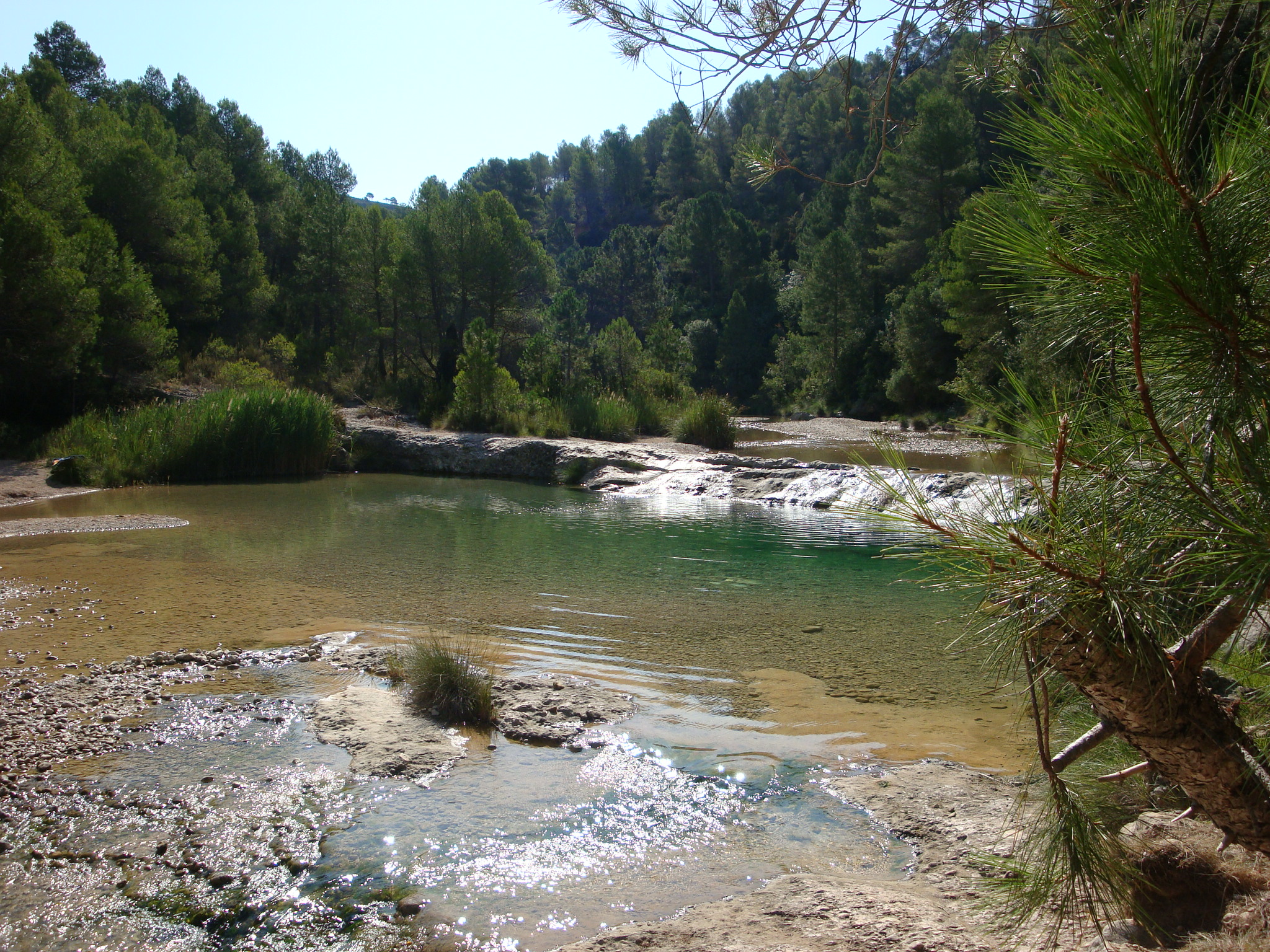
Der Ulldemó bei Beceite

Beceite (katalanisch: Beseit) ist eine spanische Gemeinde in der Provinz Teruel der Autonomen Region Aragón. Sie liegt am Nordwestrand des Bergmassivs der Ports de Tortosa-Beseit in der Comarca Matarraña (Matarranya) im überwiegend katalanischsprachigen Gebiet der Franja de Aragón am Oberlauf des Rio Matarraña und seiner Zuflüsse Ulldemó und Río Algars an der Grenze zu Katalonien. Sie ist Teil der Mancomunitat de la Taula del Sénia. 2024 hatte die Gemeinde 562 Einwohner.

## Toponymie
Der Ortsname stammt aus maurischer Zeit und leitet sich von bayt Zayd  بيت زيد (Haus des Said) ab.

## Verkehr
Beceite wird durch die Straße A-2412 vom Nachbarort Valderrobres aus erschlossen.

## Sehenswürdigkeiten
Das Ortsensemble steht unter Denkmalschutz. Sehenswert sind:
- die neun alten Papierfabriken
- die steinerne Brücke (Puente de Piedra)
- die Einsiedelei Santa Ana
- der Kalvarienberg
- der Palast des Erzbischofs von Saragossa
- verschiedene Tore der früheren Ortsummauerung, darunter das Tor Portal de San Gregorio
- die Höhlenmalereien von La Fenellosa, südlich von Beceite, gehören zur Gruppe der Felsmalereien des Mittelmeerbogens, die 1998 von der UNESCO zum Weltkulturerbe erklärt wurden